# Kerzenheim
Kerzenheim (pfälzisch: Kerzrum) ist gemessen an der Einwohnerzahl die siebtgrößte Ortsgemeinde im Donnersbergkreis in Rheinland-Pfalz. Sie gehört der Verbandsgemeinde Eisenberg (Pfalz) an, innerhalb derer sie gemessen an der Fläche die kleinste Ortsgemeinde darstellt.

## Geographie

### Lage
Kerzenheim liegt am nördlichen Rand des Pfälzerwalds und dessen Teilbereich Stumpfwald, der zur übergeordneten Einheit Unterer Pfälzerwald gehört. Unmittelbar nördlich und östlich schließt sich bereits das teilweise zum Alzeyer Hügelland hinzugerechnete Eisenberger Becken an. Beide gehören zur übergeordneten Einheit „Rheinhessisches Tafel- und Hügelland“. Letzteres und der Pfälzerwald gehen auf der Gemeindegemarkung fließend ineinander über.
Im Westen liegt der nach dem Kloster Rosenthal benannte Ortsbezirk Rosenthal, der sich in die Ortschaften Göllheimer Häuschen, Grauwald-Siedlung, Kerzweilerhof, Rosenthalerhof und Steinäcker-Siedlung gliedert. Zu Kerzenheim gehören zusätzlich die Wohnplätze Arles-Siedlung und Haus Dietrich.
Nachbargemeinden sind – im Uhrzeigersinn – Göllheim, Lautersheim, Ebertsheim, Eisenberg, Ramsen, Enkenbach-Alsenborn, Sippersfeld und Breunigweiler.

### Erhebungen
Die höchsten Erhebungen der Gemeinde befinden sich im Westen des Gemeindegebiets im Pfälzerwald. Im Südwesten der Gemarkung an der Grenze zu Sippersfeld erhebt sich der 377,1 m hohe Pfrimmerberg. An der Grenze zu Eisenberg erstreckt sich der 366 m hohe Kühberg. Im Gemarkungsdreieck zu Enkenbach-Alsenborn und Ramsen befindet sich der 353 m hohe Salweidenkopf. Bereits zum Alzeyer Hügelland gehört der sich im Osten an der Gemarkungsgrenze zu Lautersheim befindliche Esper, der 309 m misst.

### Gewässer
Der in West-Ost-Richtung verlaufende Rodenbach entspringt beim Rosenthalerhof und durchfließt den Rosenthaler Weiher; danach verläuft er südlich des Siedlungsgebiets der Kerngemeinde. Mitten durch letztere fließt der Kerzenheimer Bach, der danach von links in den Rodenbach mündet, ebenso der östlich der Kerngemeinde in Nord-Süd-Richtung fließende Stehrbach.

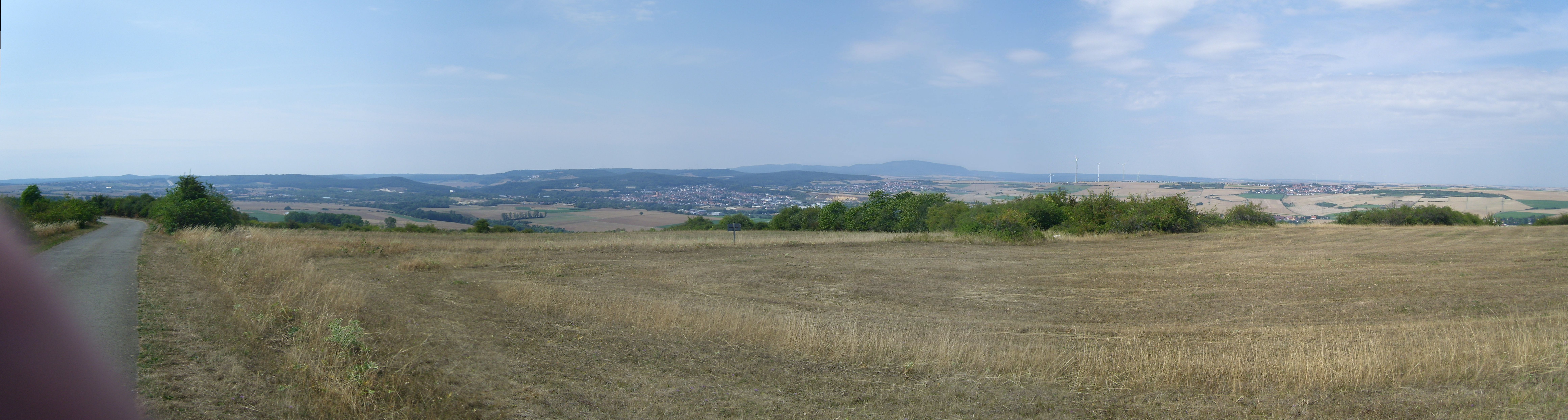
Blick vom Grünstadter Berg auf das Eisenberger Becken mit Eisenberg und Kerzenheim; rechts dahinter der Donnersberg

## Geschichte

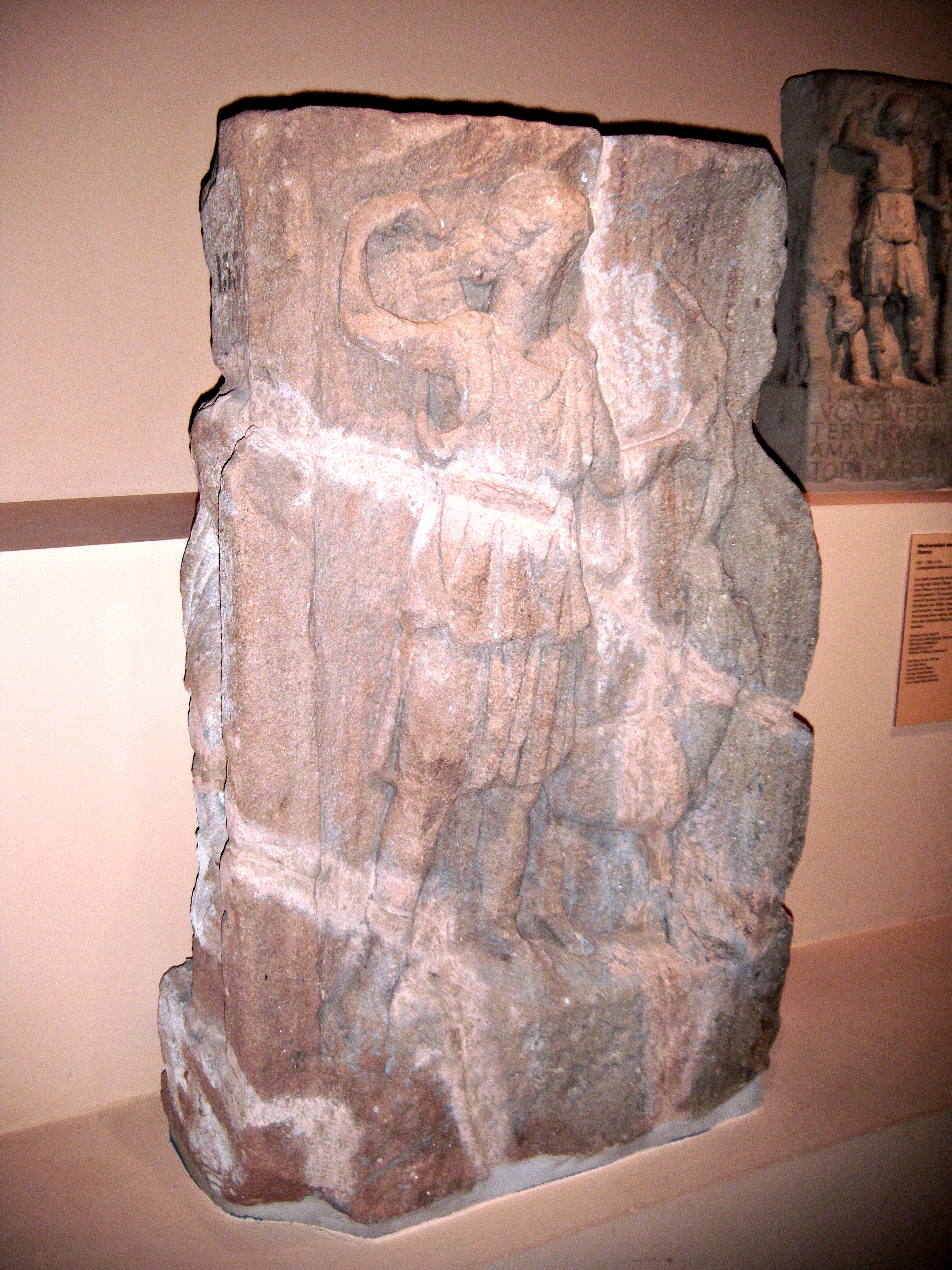
Dianarelief aus Kerzenheim aus der Zeit um 200 nach Christus, inzwischen im Historischen Museum der Pfalz in Speyer aufbewahrt

Es existieren mehrere Hinweise darauf, dass die Ortsgemarkung bereits in römischer Zeit besiedelt war. Mitte des 19. Jahrhunderts wurde neben der Landstraße in Richtung Göllheim ein Dianarelief aus der Zeit um 200 nach Christus aufgefunden. Diese bildete einen Teil eines Viergöttersteins und stammte vom Sockel einer Jupitergigantensäule. Es kam 1875 ins Historische Museum der Pfalz, zu Speyer und wird dort in der römischen Sammlung gezeigt.
Die älteste erhaltene Erwähnung des Ortes, als Kentzenheim, stammt von 1143, in den Jahren 1194 und 1198 wurde er Chercenheim genannt. Der Ortsname ist möglicherweise von einem Personennamen Kernzo hergeleitet. Bis Mitte des 13. Jahrhunderts befand sich die Gemeinde im Besitz des Klosters Höningen. Das Kloster Otterberg war im Ort begütert.
Bis gegen Ende des 18. Jahrhunderts gehörte der Ort anschließend zu Nassau-Weilburg; dort unterstand er der 1388 gegründeten Herrschaft Kirchheim und Stauf. Von 1798 bis 1814, als die Pfalz Teil der Französischen Republik (bis 1804) und anschließend des Napoleonischen Kaiserreichs war, gehörte Kertzenheim – so die damalige Schreibweise – zum Kanton Göllheim und war Sitz einer eigenen Mairie, die zusätzlich Rodenbach und Lautersheim umfasste. 1815 wurde er Österreich zugeschlagen. Bereits ein Jahr später wechselte der Ort wie die gesamte Pfalz in das Königreich Bayern. Von 1818 bis 1862 gehörte Kerzenheim dem Landkommissariat Kirchheim – später Kirchheimbolanden – an; aus diesem ging das Bezirksamt Kirchheimbolanden hervor.
Ab 1939 war der Ort Bestandteil des Landkreises Kirchheimbolanden. Nach dem Zweiten Weltkrieg wurde Kerzenheim innerhalb der französischen Besatzungszone Teil des damals neu gebildeten Landes Rheinland-Pfalz. Im Zuge der ersten rheinland-pfälzischen Verwaltungsreform wechselte Kerzenheim 1969 in den neu gebildeten Donnersbergkreis; drei Jahre später wurde die Gemeinde in die ebenfalls neu entstandene Verbandsgemeinde Eisenberg (Pfalz) eingegliedert. 1989 wurde aus den im Westen des Gemeindegebiets befindlichen Siedlungen der Ortsbezirk „Rosenthal“ neu gebildet.

## Bevölkerung

### Einwohnerstatistik
Die Entwicklung der Einwohnerzahl der Gemeinde Kerzenheim, die Werte von 1871 bis 1987 beruhen auf Volkszählungen:
| Jahr | Einwohner |
| ---- | --------- |
| 1815 | 653       |
| 1835 | 1.092     |
| 1871 | 1.002     |
| 1905 | 1.262     |
| 1939 | 1.398     |

| Jahr | Einwohner |
| ---- | --------- |
| 1950 | 1.495     |
| 1961 | 1.932     |
| 1970 | 1.950     |
| 1987 | 1.905     |
| 1993 | 2.200     |

| Jahr | Einwohner |
| ---- | --------- |
| 1999 | 2.263     |
| 2005 | 2.282     |
| 2011 | 2.118     |
| 2017 | 2.114     |
| 2023 | 2.094     |

### Konfessionsstatistik
Mit Stand 30. Juni 2005 waren von den Einwohnern 59,3 % evangelisch, 21,8 % römisch-katholisch, und 18,9 % waren konfessionslos oder gehörten einer anderen Glaubensgemeinschaft an. Der Anteil der Katholiken und Protestanten an der Gesamtbevölkerung ist seitdem gesunken. Mit Stand Juni 2025 waren von den Einwohnern 41,0 % evangelisch, 17,4 % katholisch und 41,6 % waren konfessionslos oder gehörten einer anderen Glaubensgemeinschaft an.

### Christentum
Im Bereich des Ortsteils Rosenthal existierte einst das Kloster St. Remigius. Katholischerseits gehört die Gemeinde zum Bistum Speyer und untersteht dort dem Dekanat Bad Dürkheim, die Evangelischen zur Protestantischen Landeskirche Pfalz. 1928 gehörte Kerzenheim katholischerseits zur Pfarrei Göllheim und zum Dekanat Kirchheimbolanden. Später bildete es eine Filiale von Eisenberg und gehörte zur Pfarreigemeinschaft Grünstadt. Seit 1. Januar 2016 ist Kerzenheim katholischerseits Bestandteil der Pfarrei Hl. Lukas mit Sitz in Hettenleidelheim. Zudem war die Gemeinde Standort einer neuapostolischen Kirche, die 2014 entwidmet wurde.

### Judentum
Vor Ort gab es einst eine jüdische Gemeinde, deren Mitglieder in Göllheim beigesetzt wurden.

## Politik

### Gemeinderat
- Grüne: 1
- SPD: 5
- FW: 5
- CDU: 5

Der Gemeinderat in Kerzenheim besteht aus 16 Ratsmitgliedern, die bei der Kommunalwahl am 9. Juni 2024 in einer personalisierten Verhältniswahl gewählt wurden, und der ehrenamtlichen Ortsbürgermeisterin als Vorsitzender.
Die Sitzverteilung im Gemeinderat:
| Wahl | SPD | CDU | Grüne | FW * | Gesamt   |
| ---- | --- | --- | ----- | ---- | -------- |
| 2024 | 5   | 5   | 1     | 5    | 16 Sitze |
| 2019 | 8   | 3   | 1     | 4    | 16 Sitze |
| 2014 | 10  | 1   | 1     | 4    | 16 Sitze |
| 2009 | 11  | 1   | –     | 4    | 16 Sitze |
| 2004 | 10  | 2   | –     | 4    | 16 Sitze |

### Bürgermeister
Ortsbürgermeisterin ist Andrea Schmitt von der CDU. Bei der Direktwahl am 26. Mai 2019 wurde sie mit einem Stimmenanteil von 50,04 Prozent gewählt; dies entspricht dem Vorsprung einer Stimme. Sie ist damit Nachfolgerin von Alfred Wöllner (SPD), der nach 20 Jahren Amtszeit nicht mehr angetreten war. Bei der Direktwahl am 9. Juni 2024 wurde sie als einzige Bewerberin mit 73,9 % der abgegebenen Stimmen für weitere fünf Jahre in ihrem Amt bestätigt.

### Wappen
| Wappen von Kerzenheim | Blasonierung: „Gespalten von Silber und Blau. Rechts über einem grünen Berg im Schildfuß eine rote Kirche mit gotischem Glockenturm begleitet von einem schwebenden blauen Schild, darin eine silberne Rose. Links der silberne Buchstabe K.“ |
| Wappen von Kerzenheim | Wappenbegründung: Die Kirche im Wappen sowie die Rose verweisen auf das im Gemeindegebiet befindliche Kloster Rosenthal |

## Kultur

### Kulturdenkmäler

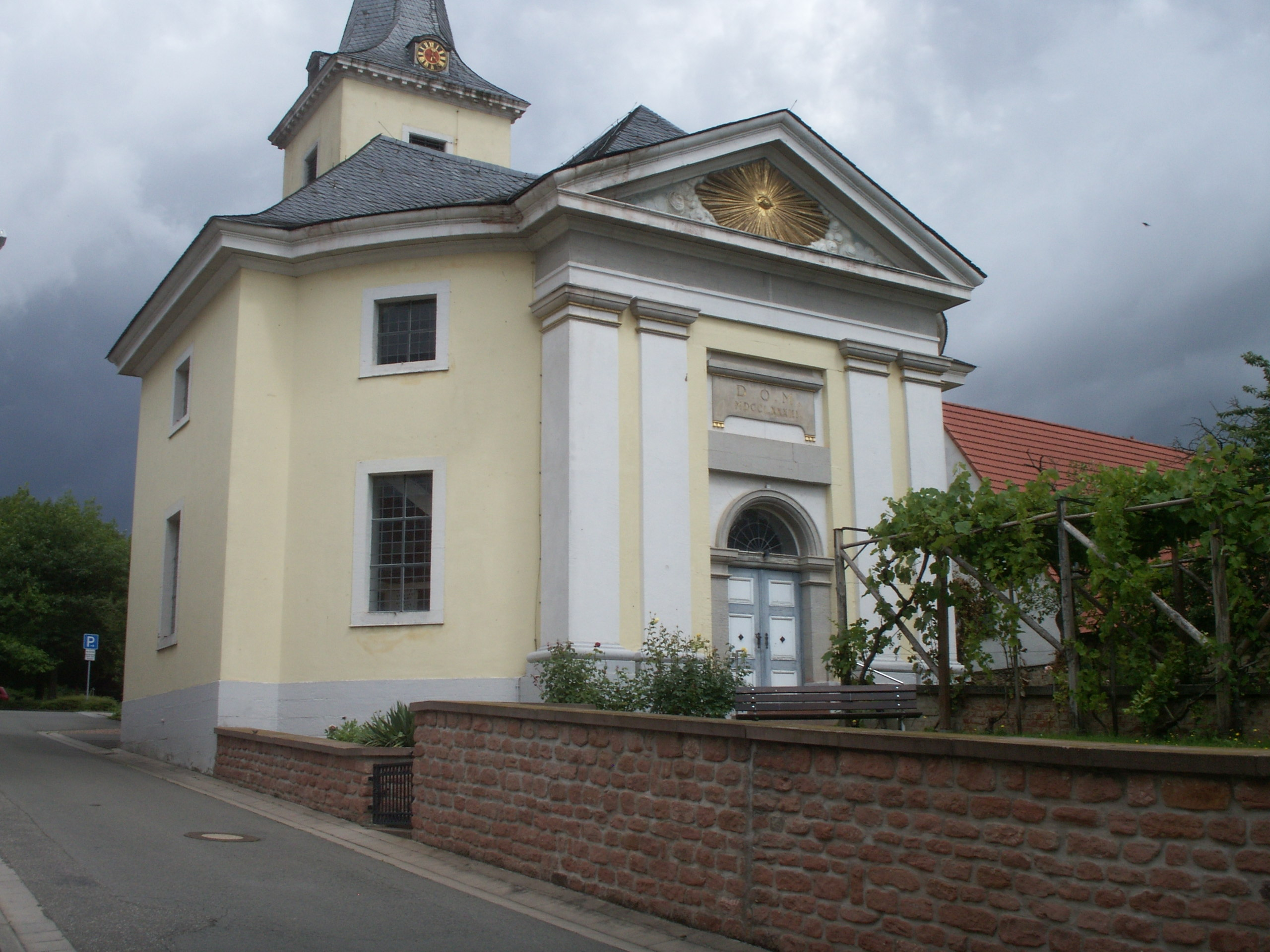
Die von Johann Georg Christian Hess errichtete Pfarrkirche Kerzenheim

Die Ebertsheimer Straße, die Göllheimer Straße und das im Westen der Gemarkung liegende ehemalige Kloster Rosenthal im Ortsteil Rosenthalerhof sind als Denkmalzonen ausgewiesen. Die beiden erstgenannten umfassen mehrere Fachwerkhäuser aus dem 18. Jahrhundert. Das Kloster wurde 1241 durch Graf Eberhard II. von Eberstein gestiftet.
Hinzu kommen insgesamt 13 Einzelobjekte, die unter Denkmalschutz stehen, darunter das frühere Rat- und Schulhaus und die Hofanlage mit der Anschrift Eisenberger Straße 3. 1783 wurde eine neue lutherische Pfarrkirche erbaut, ein bedeutsamer lutherischer Zentralraumkirchenbau von Johann Georg Christian Hess, einem Vertreter des Klassizismus.

### Natur
Der Westen der Gemarkung liegt im Naturpark Pfälzerwald, der wiederum Bestandteil des Biosphärenreservats Pfälzerwald-Vosges du Nord ist. Einziges Naturdenkmal vor Ort ist ein Baumensemble am Rosenthalerhof.

### Brauchtum
Vor Ort existiert unter anderem ein Kleingärtnerverein. Am Sonntag vor Frühlingsanfang veranstaltet dieser jährlich den Stabaus.

## Wirtschaft und Infrastruktur

### Wirtschaft
Am westlichen Siedlungsrand befanden sich zu spätrömischer Zeit Gruben, in denen Eisen abgebaut wurde. Vor Ort existierte zudem die 1997 geschlossene Regency Net Communications Facility Kerzenheim der US Army. Im Nordosten der Gemeinde liegt der im Zeitraum von 1999 bis 2015 in Betrieb genommene Windpark Kerzenheim, der sich teilweise bereits auf der Gemarkung von Göllheim befindet.

### Verkehr

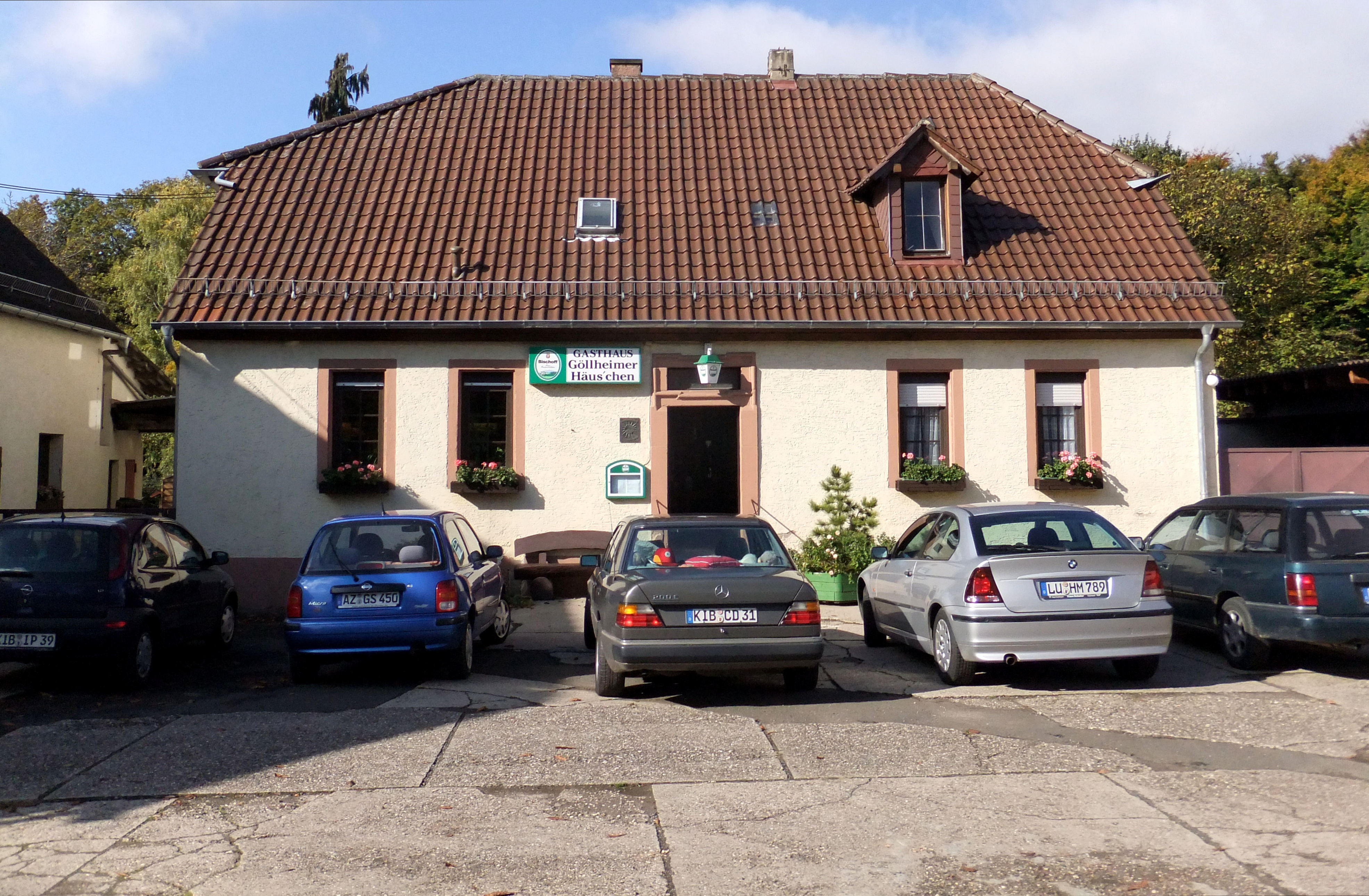
Das „Göllheimer Häuschen“ auf der Kerzenheimer Gemarkung an der Landesstraße 396

Kerzenheim liegt an der B 47, von der die Landesstraße 449, die über Göllheim bis nach Marnheim verläuft, abzweigt. Die Landesstraße 452 führt nach Ebertsheim. Die im Westen der Gemarkung verlaufende Landesstraße 396 passiert den Weiler Göllheimer Häuschen. Die Kreisstraße 76 stellt eine Verbindung nach Steinborn her. Die Kreisstraße 78 verbindet den Ortsbezirk Rosenthal mit dem Straßennetz.
In kurzer Entfernung befinden sich die A 63 im Norden und die A 6 im Süden. Die nächstgelegene Bahnstation ist der Bahnhof Eisenberg (Pfalz) an der Eistalbahn.

### Freizeit
Vor Ort befindet sich ein Sportplatz.

### Tourismus
Durch den Westen der Gemarkung verlaufen der mit einem blauen Balken markierte Fernwanderweg Staudernheim–Soultz-sous-Forêts, ein Wanderweg, der mit einem gelben Balken gekennzeichnet ist sowie ein solcher, der mit einem blau-roten Balken markiert ist und von Kirchheimbolanden bis nach Pirmasens führt. Ein weiterer ist mit einem grün-blauen Balken markiert und verläuft von Göllheim bis nach Eppenbrunn.

## Persönlichkeiten

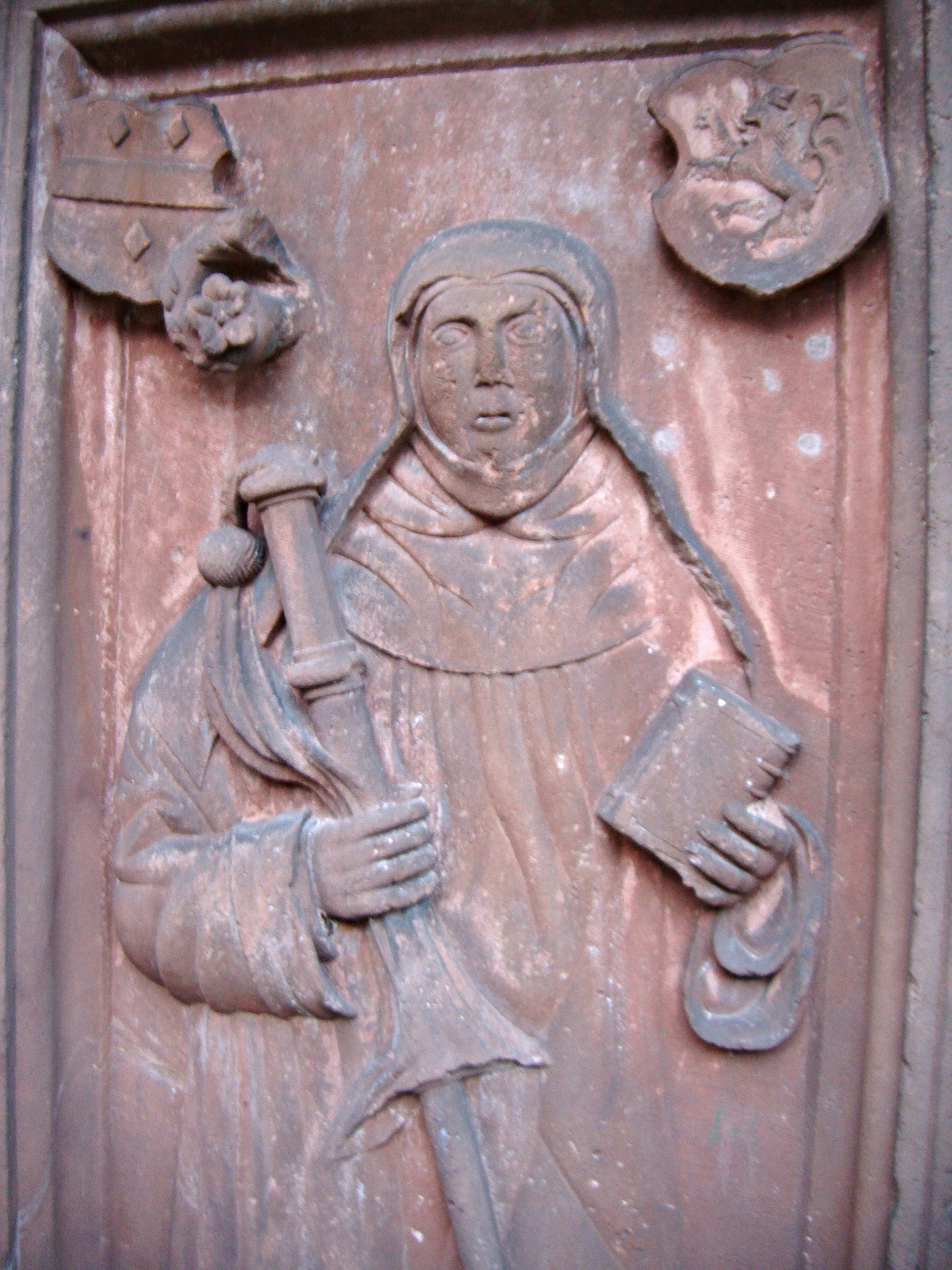
Barbara von Heppenheim genannt vom Saal. Sie regierte 32 Jahre lang als Zisterzienser-Äbtissin in Rosenthal, starb dort und ihr Epitaph ist in der Kirchenruine erhalten

### Söhne und Töchter der Gemeinde
- Anton Foohs (1871–1940), Prälat, bayerischer Divisionspfarrer im Ersten Weltkrieg, Begründer des Pfälzer Katholikentags in Johanniskreuz
- Forbesia Erhard (1892–1963), von 1929 bis 1936 als Kindergärtnerin, Krankenschwester und Altenpflegerin in Astheim tätig
- Leonhard Wüchner (1895–nach 1938), Politiker (NSDAP)

### Personen, die vor Ort gewirkt haben
- Eberhard IV. von Eberstein († 1263), Stifter des Klosters Rosenthal, dort begraben; Grabplatte in der Kirchenruine erhalten
- Raugraf Heinrich I. († 1261), Adliger, Neffe des Rosenthaler Klosterstifters, war eine der Hauptpersonen in dem tödlichen Eifersuchtsdrama um Herzogin Maria von Brabant. Er wurde im Kloster Rosenthal beigesetzt; dort blieb die Grabplatte erhalten.
- Anna von Lustadt († 1485), Äbtissin des Klosters Rosenthal, lebte und starb dort; Grabplatte in der Kirchenruine erhalten
- Margaretha von Venningen († 1505), Äbtissin des Klosters Rosenthal, lebte und starb dort
- Barbara Göler von Ravensburg († 1535), Äbtissin des Klosters Rosenthal, lebte und starb dort; Grabplatte in der Kirchenruine erhalten
- Barbara von Heppenheim genannt vom Saal († 1567), Äbtissin des Klosters Rosenthal, lebte und starb dort; Grabplatte in der Kirchenruine erhalten
- Johann Georg Christian Hess (1756–1816), Architekt, entwarf die örtlichen protestantische Kirche
- Johann Jakob Ritterspach, 1792/93 Mitglied des Rheinisch-Deutschen Nationalkonvents
- Johann Georg Lehmann (1797–1876), Pfarrer und Historiker, wurde 1840 in Kerzenheim Pfarrer
- Johann Schiller (1812–1886), Pfarrer, Theologe und Schriftsteller, übernahm 1835 eine Hauslehrerstelle beim örtlichen Pfarrer